# Pills (chanson)
Pour les articles homonymes, voir Pills.
Pills, du groupe de rock indépendant australien The Mess Hall, est le premier single tiré de l'album Notes from a Ceiling. Il s'agit de la deuxième chanson sur l'album.